# Emmanuel Pontremoli
Pour les articles homonymes, voir Pontremoli (homonymie).

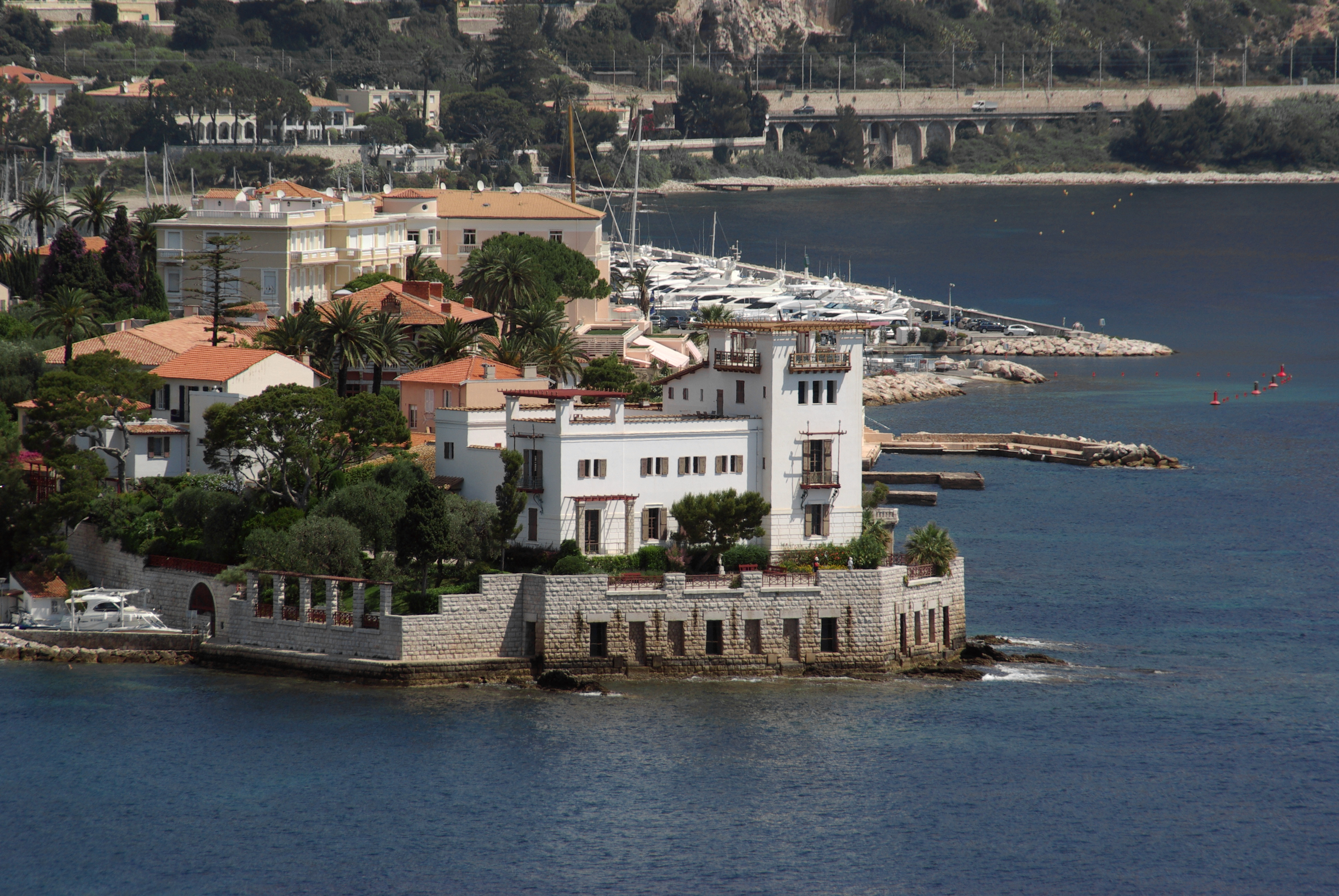
Villa Kérylos

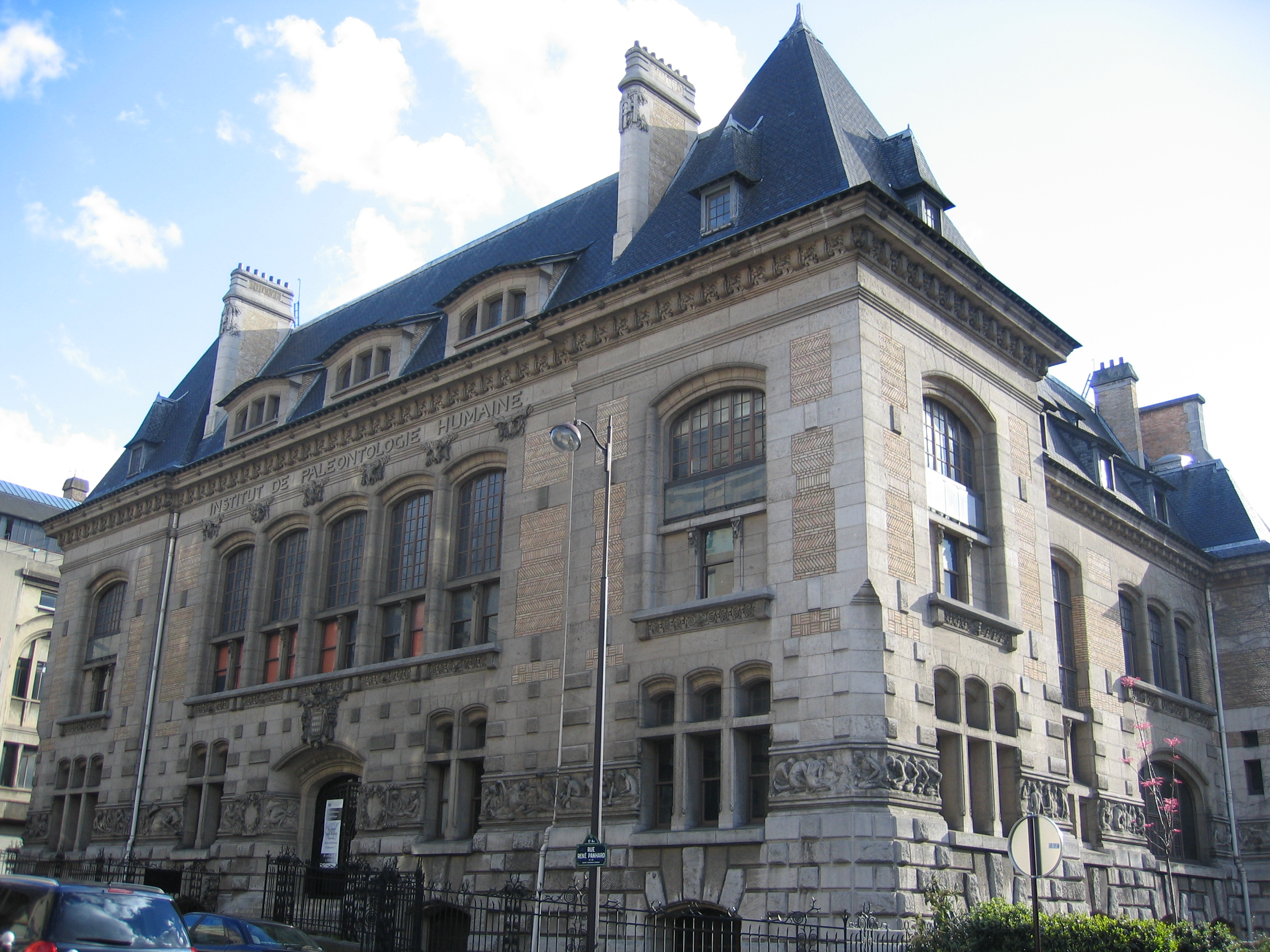
Institut de paléontologie humaine

Emmanuel Pontremoli, né le 13 janvier 1865 à Nice (Alpes-Maritimes) et mort le 22 juillet 1956 à Paris, est un architecte français.

## Biographie
Petit-fils du grand rabbin Eliezer Pontremoli (1781, Chieri, Royaume de Sardaigne-4 août 1851, Nice, Royaume de Sardaigne),  Il est élève au lycée de Nice, bachelier ès-sciences, il est d'abord tenté par la peinture et suit les cours de l’École nationale des arts décoratifs de Nice (aujourd'hui à la villa Arson), sa ville natale, puis devient élève-architecte en 1883 aux Beaux-Arts de Paris dans l'atelier de Louis-Jules André.
Grand prix de Rome en 1890, pensionnaire de l'Académie de France à Rome, Villa Médicis, de 1891 à 1896, où il se lie d'amitié avec le peintre Adolphe Déchenaud qui réalise son portrait, il effectue nombre de relevés archéologiques et de restitutions de monuments antiques.
Il travaille à Florence, Ancône, Vérone, Berlin et Pergame. De 1896 et 1897 il visite la Grèce, fréquente le chantier français de Delphes et, en 1895, publie une série de relevés et de vues restituées de Pergame en Asie Mineure, avant de participer en 1896 à une mission de fouilles sur le site du Temple d'Apollon Philésios à Didymes.
En 1898, il travaille avec Maxime Collignon à Pergame ; ils publieront Pergame, restauration et description des monuments de l'Acropole, dont les planches obtiendront le Grand prix d'architecture à l'Exposition universelle de Paris en 1900.
Rentré à Paris, il est l'adjoint de Gaston Redon au Musée du Louvre, participe à l'aménagement de la Galerie des Rubens et prépare pour l'Exposition universelle les plans du Palais de la Femme. 		
Entre 1902 et 1908, il donne son œuvre la plus connue, la villa Kérylos à Beaulieu-sur-Mer (Alpes-Maritimes), villa dans le style de la Grèce antique construite pour Théodore Reinach.
De cette époque date également le consulat général de France à Smyrne (Turquie), reconstruit à l'identique après le grand incendie de 1922.
En 1911, il construit à la demande d'Edmond de Rothschild la synagogue de Boulogne-Billancourt (Hauts-de-Seine), en style byzantin. En 1912, il conçoit l'Institut de paléontologie humaine (Fondation Albert Ier) de Paris.
Autres travaux :
- observatoire du Puy de Dôme (agrandissements) ;
- au Muséum national d'histoire naturelle dont il est architecte en chef : laboratoires, vivarium (1926), orangerie, graineterie, dans le Jardin des plantes de Paris, ses annexes et sa ménagerie ;
- « Salon d'Hercule » au palais Farnèse à Rome ;
- plans d'un musée Léon Bonnat à Bayonne (œuvre non réalisée)[2] ;
- siège du Crédit Lyonnais à Nice ;

En 1925-1927, en association avec l'agence londonienne « Charles Mewès et Arthur Joseph Davis », il transforme pour le magnat du pétrole Calouste Gulbenkian un hôtel particulier construit par Ernest Sanson à Paris, 51 avenue d'Iéna, pour Rodolphe Kann.
Il fut l'un des grands professeurs d'architecture de l'École des Beaux-Arts de Paris, dont il fut nommé directeur en 1932.

### Vie familiale
En 1899, il épouse Suzanne Hecht (1876-1956) avec qui il eut trois enfants : Thérèse (1900-1989), Jean (1902-1940) et Michel (1908-1944).

## Ses collaborateurs
(liste non exhaustive)
- Gustave Louis Jaulmes (1873-1959)
- Edmond Mercier (1901-1984) (élève)

## Carrière
- Inspecteur des travaux au Louvre, salle des Rubens, 1897.
- Architecte en chef, Observatoire de Paris, 1901.
- Architecte en chef, Muséum national d'histoire naturelle, Paris, 1904-1921.
- Professeur, chef d'atelier, École nationale supérieure des beaux-arts, 1919.
- Inspecteur général des Bâtiments civils et des Palais nationaux, 1921.
- Direction de l'École nationale supérieure des beaux-arts, 1934-1938.
- Membre de l'Institut de France, Académie des beaux-arts, 1922.
- Membre associé de l'Académie royale de Belgique.
- Membre associé de l'Académie royale d'Athènes.

## Publications
En 1933, il signe l'avant-propos de la plaquette intitulée Kerylos (Bibliothèque nationale de France, 1934) ;
- Pergame, restauration de l'Acropole (en coll. avec M. Collignon) ;
- Didyme, fouilles, 1896-1897 (en coll. avec M. Haussoullier) ;
- Kerylos, étude et guide de la villa (en coll. avec M. Chamonard).

Ses élèves et sa fille ont fait publier en 1939 (ou 1959 ?) Propos d'un Solitaire, ouvrage de 132  pages qui contient son curriculum vitæ, ainsi que ses écrits : L'Architecture un art... un métier (novembre 1939-août 1941) ; Mirages et Réalités (autobiographie) ; De la profession d'architecte et de l'enseignement de l'architecture (1933) ; un hommage par J. Marrast et une postface par Paul Léon, membre de l'Institut.